# Roland Günther
Roland Günther (født 11. december 1962 i Zwingenberg) er en tidligere cykelrytter fra Tyskland. Han kørte mest banecykling, hvor han vandt flere medaljer ved nationale og internationale mesterskaber, men kørte også i mindre udstrækning landevejsløb.
Han blev vesttysk mester i holdforfølgelsesløb i 1981, hvilket han gentog de følgende to år. Han blev desuden vesttysk mester i individuelt forfølgelsesløb i 1982. Efter at have vundet VM-sølv i holdforfølgelsesløb i 1982 kom hans bedste resultat året efter, da han var med til at blive verdensmester for Vesttyskland i samme disciplin.
Han deltog derpå i OL 1984 i Los Angeles i holdforfølgelsesløb, og her blev vesttyskerne tredjebedst i kvalifikationsrunden. I kvartfinalen besejrede de Frankrig ganske sikkert, inden de i semifinalen blev besejret af amerikanerne, der indhentede tyskerne. Amerikanerne tabte derpå finalen til Australien, mens tyskerne i bronzekampen vandt over Italien. Ud over Günther bestod bronzeholdet af Rolf Gölz og Michael Marx (der også var verdensmestre fra året forinden) samt Reinhard Alber.
Günther blev også vesttysk mester i holdforfølgelsesløb i 1985 og 1986 samt individuelt i 1985, mens han på landevejen vandt etapeløbet Berliner Etappenfahrt i 1987.
Senere i 1987 blev han professionel og vandt nogle etaper i mindre landevejsløb i de følgende år. Han vandt desuden et etapeløb i 1989 i Vietnam.
Det var dog fortsat primært på bane, han gjorde sig bemærket. I 1988 blev han nummer to ved EM i parløb, og ved EM i 1990 vandt han tre medaljer. Ved Københavns seksdagesløb blev det i 1989 til en andenplads med makker Volker Diehl, hvor de blev besejret af par nummer syv, Jens Veggerby og Danny Clark. I 1990 vandt han to seksdagesløb, begge sammen med Danny Clark. Han indstillede sin aktive karriere i 1987.